# Sarıcəfərli
Sarıcəfərli è un comune dell'Azerbaigian situato nel distretto di Masallı.   